# Deuxième pandémie de peste
La deuxième pandémie de peste est une série de vagues d'épidémies de peste. La deuxième pandémie débute avec la peste noire, qui atteint l'Europe continentale au milieu du XIVe siècle et va ainsi régulièrement resurgir jusqu'au XIXe siècle, de l'Europe au bassin méditerranéen et jusqu'au Moyen-Orient.

## Contexte
On dénombre trois grands épisodes de pandémie de peste :
1. La peste de Justinien : de 541 jusqu'en 767 ;
2. Deuxième pandémie : milieu du XIVe siècle jusqu'au XIXe siècle ;
3. Troisième pandémie : milieu du XIXe siècle jusqu'au XXe siècle.

Les résurgences de la deuxième pandémie de peste seront très différentes les unes des autres, à la fois par leur mortalité, par leur extension géographique et par leur durée. La peste qui frappe l'Empire ottoman entre 1812 et 1819 est la plus remarquable. Pendant sept années, la maladie frappe l'Empire de Constantinople à Alexandrie en passant par les Balkans. D'autres résurgences auront des impacts plus limités et localisés.

## Les principales résurgences durant la deuxième pandémie de peste
Le tableau suivant n'est pas exhaustif, il démontre la forte récurrence des épidémies de peste pendant cinq siècles,.
| Périodes          | Lieux                          | Bilan humain  | Notes                                                   |
| ----------------- | ------------------------------ | ------------- | ------------------------------------------------------- |
| 1347–51           | Europe, Asie, Moyen-Orient     | 25–75 000 000 | Peste noire                                             |
| 1360–63           | Angleterre                     | 700–800 000   |                                                         |
| 1464–66           | Paris                          | 40 000        | [ 4 ]                                                   |
| 1471              | Angleterre                     | 300–400 000   | [ 5 ]                                                   |
| 1479–80           | Angleterre                     | 400–500 000   | [ 5 ]                                                   |
| 1563              | Londres                        | 20 000        |                                                         |
| 1576–77           | Venise                         | 50 000        | [ 6 ]                                                   |
| 1582-83           | Tenerife                       | 5-9000        | ,                                                       |
| 1592–93           | Malte                          | 3 000         | Épidémie de peste à Malte (1592-93)                     |
| 1592–95           | Londres                        | 20 000        |                                                         |
| 1596–99           | Castille                       | 500 000       | [ 9 ]                                                   |
| 1603–11           | Londres                        | 43 000        | [ 10 ]                                                  |
| 1620–21           | Alger                          | 30–50 000     | [ 11 ]                                                  |
| 1628–31           | France                         | 1 000 000     | [ 12 ]                                                  |
| 1629–31           | Italie                         | 280 000       | Épidémie de peste en Italie (1629-31)                   |
| 1637              | Andalousie                     | 20 000        | [ 13 ]                                                  |
| 1647–52           | Séville et Valence             | 500 000       | Grande Peste de Séville                                 |
| 1654–55           | Russie                         | 700 000       | ,                                                       |
| 1656–57           | Naples et Rome                 | 150 000       | Grande peste de Naples                                  |
| 1665–66           | Londres                        | 70–100 000    | Grande peste de Londres                                 |
| 1675–76           | Malte                          | 11 300        | Épidémie de peste à Malte (1675-76)                     |
| 1679–80           | Autriche                       | 76 000        | Grande peste de Vienne                                  |
| 1681              | Prague                         | 83 000        |                                                         |
| 1689–90           | Bagdad                         | 150 000       | [ 16 ]                                                  |
| 1704–10           | Pologne                        | 75 000        | Épidémie de peste de la Grande guerre du Nord           |
| 1709–13           | Baltique                       | 300–400 000   | Épidémie de peste de la Grande guerre du Nord           |
| 1720              | Marseille                      | 100 000       | Peste de Marseille (Peste de Provence et Peste d'Arles) |
| 1738–40           | Saint-Empire romain germanique | 50 000        | Grande peste de 1738                                    |
| 1770              | Moscou                         | 75 000        | Épidémie de peste en Russie (1770–72)                   |
| 1772-73           | Empire perse                   | 2 000 000     | Peste perse de 1772-1773,                               |
| 1791              | Égypte                         | 300 000       | [ 18 ]                                                  |
| 1812–19           | Empire Ottoman                 | 300 000       | Épidémie de peste Ottomane) (1812-19)                   |
| 1813–14           | Malte                          | 4 500         | Épidémie de peste à Malte (1813-14)                     |
| 1813–14           | Roumanie                       | 60 000        | Épidémie de peste en Roumanie (1813-1814)               |
| 1829–35           | Empire perse                   | 12 000        | [ 20 ]                                                  |
| Estimation totale | Estimation totale              | 31–81 000 000 |                                                         |

| Pays actuel | Villes          | Nombre d'années avec une résurgence de peste (1347–1760) |
| ----------- | --------------- | -------------------------------------------------------- |
| Royaume-Uni | Londres         | 132                                                      |
| Algérie     | Alger           | 90                                                       |
| France      | Paris           | 89                                                       |
| France      | Toulouse        | 88                                                       |
| France      | Amiens          | 75                                                       |
| France      | Nantes          | 73                                                       |
| France      | Bordeaux        | 68                                                       |
| Italie      | Venise          | 63                                                       |
| Suisse      | Bâle            | 56                                                       |
| France      | Rouen           | 57                                                       |
| France      | Dijon           | 53                                                       |
| France      | Angers          | 55                                                       |
| Italie      | Milan           | 44                                                       |
| France      | Troyes          | 52                                                       |
| Allemagne   | Brême           | 44                                                       |
| Pologne     | Gdańsk          | 44                                                       |
| Espagne     | Barcelone       | 46                                                       |
| France      | Strasbourg      | 59                                                       |
| France      | Limoges         | 57                                                       |
| France      | Bourg-en-Bresse | 77                                                       |

## Conséquences
La deuxième pandémie de peste marque fortement les sociétés de l'époque. Le peintre Horace Vernet en fit un tableau en 1822, intitulé Peste à Barcelone en 1819. Il est conservé au musée de l'Ermitage à Saint-Pétersbourg.
Outre le bilan humain immense propre à la peste, l'incapacité des contemporains à comprendre et encore plus à soigner la maladie laisse libre cours à de nombreuses dérives comme le groupe des flagellants. La recherche de coupables parmi les minorités (les Juifs, lépreux, sorcières, mendiants et autres « semeurs de peste ») ne fera qu’alourdir le nombre de victimes.